# Семёнова, Ульяна Ларионовна
Улья́на (согласно метрике — Иулияка) Ларио́новна Семёнова (род. 9 марта 1952, Зарасай, Вильнюсская область) — советская баскетболистка, центровая. Двукратная олимпийская чемпионка, трёхкратная чемпионка мира, десятикратная чемпионка Европы и чемпионка Универсиады в составе сборной СССР, трёхкратная чемпионка Европы среди девушек с составе юношеской сборной СССР, 15-кратная чемпионка СССР, 11-кратная обладательница Кубка европейских чемпионок, обладательница Кубка СССР и Европейского кубка Лилиан Ронкетти в составе клуба ТТТ (Рига), четырёхкратная победительница Спартакиад народов СССР, обладательница наивысшего в истории женского баскетбола количества побед. Заслуженный мастер спорта СССР (1971), член Зала славы баскетбола и Зала славы ФИБА. Признана лучшей баскетболисткой Латвии XX века. Одна из самых высоких женщин бывшего СССР и самых высоких баскетболисток мира в истории спорта.

## Семья и детство
Происходит из староверческой семьи с хутора Пабержи близ села Медуми Даугавпилсского района Латвии. Родилась в литовском городе Зарасай, куда отвёз роженицу отец Ульяны, поскольку из Медуми до Зарасая было ближе, чем до Даугавпилса. При крещении девочку назвали Иулианой, но в метрике она была с ошибкой записана Иулиакой (Иулиякой). Помимо Ульяны, в семье были ещё одна дочь и четверо сыновей. Мать после многочисленных родов болела, и Ульяна рано начала помогать ей по хозяйству. Труд на ферме способствовал её физическому развитию.
В переходном возрасте Семёнова начала быстро расти, к 13 годам её рост приближался к 190 см. Родители обратились к врачам, однако те нашли девочку совершенно здоровой, определив её состояние как «непатологический гигантизм». Сама Семёнова позже говорила, что «пошла в своего дядю по материнской линии», чей рост превышал два метра.

## Игровая карьера
Приход Семёновой в баскетбол источники описывают по-разному. Согласно одним, её заметили, когда она в Риге участвовала в конкурсе для высокорослых людей. Другие пишут, что специалистов из столицы Латвии пригласил оценить девочку школьный учитель физкультуры Семёновой, когда ей было 13 лет, или муж сестры, сам бывший спортсменом.
Семёнова переехала в Ригу, где в 1969 году окончила среднюю школу № 14. Начала тренироваться под руководством Аугустуса Раубенса. В 15 лет уже играла в ТТТ — команде мастеров Рижского трамвайно-троллейбусного треста на позиции центровой. Училась у ведущей центровой ТТТ Скайдрите Смилдзини, но быстро поняла, что должна вырабатывать свой собственный стиль с учётом огромного роста. С 14 с половиной лет выступала за сборную девушек СССР (в которой продолжала играть до 1971 года), а с 16 — за взрослую сборную страны.
Первые баскетбольные победы Семёновой датируются 1966—1967 годами, когда она вначале в составе юношеской сборной Латвии выиграла Всесоюзные юношеские соревнования, а затем, в составе молодёжной сборной СССР, — чемпионат Европы среди девушек (до 19 лет). Последний успех повторила ещё дважды: в 1969 и 1971 годах. В 1968 году впервые в карьере стала чемпионкой СССР и к 1984 году завоевала этот титул с ТТТ в общей сложности 15 раз (с перерывами в 1974 и 1978 годах). В 1969 году также стала с ТТТ обладательницей Кубка СССР. Кубок европейских чемпионок выигрывала ежегодно с 1968 до 1975 года, в 1977, 1981 и 1982 годах. В 1975 году установила личный рекорд по количеству набранных за игру очков в рамках этого турнира — 54 в матче с итальянским клубом «Геас Баскет» (абсолютный личный рекорд — 56 очков во внутреннем матче 1977 года против ленинградского «Спартака»). С 1976 по 1987 год оставалась капитаном клуба.
В женской сборной СССР была комсоргом. Впервые сыграла в составе взрослой сборной на чемпионате Европы в Италии в 1968 году, где приносила команде от 9 до 15 очков за матч. На следующем чемпионате Европы в Нидерландах в среднем зарабатывала 12 очков за игру, максимальный результат — 18 очков — показав в игре с француженками, а уже через год, на чемпионате мира в Бразилии, в четырёх матчах становилась лучшим снайпером советской сборной, в том числе принеся ей 36 очков в игре с командой Кореи и 35 — в финале с хозяйками площадки.
После победы ТТТ на V Спартакиаде народов СССР (где она стала лучшим бомбардиром команды в финальной игре с 29 очками) Семёновой было присвоено звание Заслуженного мастера спорта СССР. В 1972 году выиграла со сборной СССР чемпионат Европы в Болгарии, в том числе набрав в финале против местной команды 22 очка, а в 1973 году стала чемпионкой Универсиады. В том же году окончила Латвийский государственный институт физической культуры (1973).
В 1974 году Семёнова выиграла чемпионат Европы в Италии (34 очка в матче с болгарками), в 1975 году — VI Спартакиаду народов СССР и чемпионат мира в Колумбии (31 очко в игре со сборной Чехословакии). В 1976 году вначале победила на чемпионате Европы во Франции, а затем в первом в истории женском баскетбольном турнире Олимпийских игр в Монреале. В этом турнире основными соперницами сборной СССР были американки, и именно против них Семёнова показала свою лучшую игру на Олимпиаде, набрав 32 очка и сделав 19 подборов. Советская команда победила со счётом 112:77 и завоевала золотые медали.
В конце 1970-х годов выиграла со сборной СССР чемпионат Европы 1978 года в Польше и международный турнир «Кубок дружбы» на Кубе в том же году, а со сборной Латвии — Спартакиаду народов СССР 1979 года. В 1979 году Советский Союз вместе с другими социалистическими странами бойкотировал чемпионат мира в Южной Корее, а год спустя на московскую Олимпиаду не прибыли уже американки. В их отсутствие у команды СССР не было реальных конкуренток, и она с разгромным счётом выиграла все свои встречи. Лучшие игры в рамках этого турнира Семёнова провела со сборной Болгарии — 32 очка на отборочном этапе и 27 в финале (в среднем за игру набирала 21,8 очка, став лучшим бомбардиром олимпийского турнира). В этом и следующем годах она также ещё дважды становилась со сборной СССР чемпионкой Европы. Её лучшим матчем на чемпионате 1981 года стал финал, где она набрала 22 очка против сборной Польши.

После победы Семёновой в 1983 году в VIII Спартакиаде народов СССР в составе сборной Латвии она в очередной раз встретилась в составе советской команды с американками на чемпионате мира 1983 года в Бразилии. Оба матча этих команд отличались драматизмом, в обоих случаях сборная СССР выигрывала с минимальным преимуществом (85:84 и 84:82). В первой игре Семёнова принесла сборной СССР 31 очко, а в финале была удалена с площадки за 5 нарушений, набрав к этому времени 23 очка. По оценкам в русскоязычных источниках, судейство в финале было пристрастным, сама Семёнова вспоминала: 
...арбитры откровенно тащили американок к золотым медалям, хотя зал болел за нас. К концу матча все игроки основного состава сборной получили по пять фолов, на площадке остались совсем молодые девчонки.
Исход финала был решён за две секунды до сирены, когда Елена Чаусова забросила два победных штрафных — 84:82. По воспоминаниям Семёновой, после матча она плакала навзрыд от счастья. Позже она называла эту победу самой памятной в карьере. Месяц спустя в Венгрии советская команда завоевала очередное золото чемпионатов Европы, и Семёнова принесла сборной в финале с Болгарией 37 очков.
Это было последнее золото на мировом уровне для женского баскетбола в СССР. В 1984 году Советский Союз бойкотировал Олимпиаду в Лос-Анджелесе; решение было принято за несколько недель до Игр и разочаровало советских баскетболисток, чувствовавших, что в условиях растущей международной конкуренции этот турнир мог стать их последним шансом на олимпийское золото. В 1986 году команды СССР и США встретились в рамках Игр доброй воли. Семёнова первоначально не включалась в заявку советской команды, но тренер Вадим Капранов вызвал её в Москву за неделю до турнира после проблем в контрольных матчах команды в Югославии и Венгрии. Центровая, даже будучи в не лучшей форме из-за прерванного отпуска, внесла существенный вклад в победы над командами Бразилии и Югославии, достигнутые в равной борьбе, но в финале установка тренеров на быструю игру не была выполнена, и хозяйки площадки уступили американкам. Это поражение (60:83) стало лишь третьим для советской команды в 155 матчах, сыгранных с 1957 года, а с участием Семёновой сборная не проигрывала в официальных матчах с 1968 по 1985 год.
Затем пост главного тренера сборной занял Леонид Ячменёв. Новый тренер, отрицательно относившийся к Семёновой, принял решение не включать её в сборную на чемпионат мира 1986 года, хотя по всем статистическим показателям на тот момент она была ведущим игроком команды. В финале турнира, также проходившего в СССР, хозяйки площадки снова проиграли американкам. При подготовке к Олимпиаде-1988 в Сеуле Семёнову снова пригласили в сборную, но на этот раз уже она, оскорблённая предыдущим эпизодом, ответила отказом. В её отсутствие команда СССР довольствовалась в Сеуле бронзовыми медалями.
11 марта 1987 года в составе ТТТ выиграла последний европейский титул — Кубок Лилианы Ронкетти. В финале турнира принесла команде 42 очка. В том же году первой из советских баскетболисток отправилась играть по контракту за границей. Договор с советской центровой заключил испанский клуб «Тинторетто» (Хетафе), на тот момент боровшийся за выживание в высшей лиге. Семёнова оказалась на 17 см выше, чем бывшая до неё самой высокой в лиге Пилука Алонсо. Её приход сыграл важную роль в дальнейших успехах клуба, поднявшегося с 12-го на 2-е место в чемпионате. Семёнова пользовалась большой популярностью в Испании, сравнимой с популярностью певицы Сабрины.
Сумма испанского контракта Семёновой на полгода составляла 45 тысяч долларов, однако самой баскетболистке Госкомспорт СССР отдавал только 400 или 480 долларов в месяц. По словам самой спортсменки, этого хватало бы на нормальную жизнь в Москве, но не в Испании. В итоге, по легенде, президент клуба доплачивал Семёновой отдельно, а одноклубницы кормили её в ресторанах. Кроме того, у спортсменки ухудшилось здоровье. Непривычно жёсткое покрытие, бетон с линолеумом, отрицательно повлияло на неоднократно травмированный голеностопный сустав.
На следующий год Семёнова перешла во французский «Валансьен», где в 1989 году завершила игровую карьеру. В это время её здоровье продолжало ухудшаться: у спортсменки обострился диабет, из-за которого она даже впала в кому в перерыве матча Кубка Ронкетти против «Познани».

## Дальнейшая жизнь
По окончании игровой карьеры активно участвовала в работе Олимпийского комитета Латвии (ЛОК). В 1989—1992 годах занимала пост вице-президента ЛОК, оставалась членом комитета с 1992 по 2020 год. Была в числе создателей Олимпийского социального фонда Латвии, в котором занимала пост президента с 1991 по 2020 год (почётный президент с 2020 года). Под руководством Семёновой фонд занимался оказанием материальной и моральной поддержки ветеранам спорта в Латвии.
Замужем не была, детей не имела. По словам спортсменки, ей делали предложение несколько иностранцев, в том числе миллионеры, но все эти предложения она отвергла.
Проблемы со здоровьем у Семёновой продолжали усугубляться. С 1996 года она получала пособие по инвалидности, имеет статус инвалида II группы, в 2017 году перенесла операцию на сердце, а в 2021 году попала в реанимацию в травматологической больнице. Средства на медицинскую помощь баскетболистке собирали разными способами: на неё шли сборы от организованного ФИБА благотворительного матча и от продажи календаря с фотографиями членов женской баскетбольной сборной Латвии, снявшихся для него в стиле ню. Однако она посчитала невозможным истратить на себя все вырученные суммы и значительную часть их передала на лечение других спортивных ветеранов.
В 2022 году 8 месяцев провела в реабилитационном центре в Вайвари, затем перенесла ампутацию ноги ниже колена вследствие оскольчатого перелома. После этого потеряла возможность ходить, поскольку вторая нога уже была сломана и собрана из осколков ранее и не могла поддержать вес тела. Для стояния Семёновой изготовили специальный протез, передвигаться она могла только в инвалидной коляске и почти перестала покидать квартиру.

## Физические данные и стиль игры
Согласно данным Книги рекордов Гиннесса, Семёнова — самая высокая баскетболистка в истории. Она была одной из самых высоких женщин в СССР. В некоторых источниках ей приписывали рост 218 и даже 228 см, утверждали, что она на полголовы выше центрового Владимира Ткаченко, хотя, по её собственным словам, она доставала Ткаченко только до плеча. Более реалистичные оценки находятся в диапазоне между 208 и 213 см. В различных источниках также указывают, что она носила обувь от 50-го до 58-го мужского размера (европейский размер, аналогичный американскому 21-му).

Преимущество в росте и хорошие общие физические данные центровая умело использовала на площадке. Уже в 16 лет, в 1968 году, корреспондент «Советского спорта» писал, что проходить под щит, который защищает юная центровая, было бесполезно: «соперницы либо оказываются под руками Семёновой, либо отгоняются как назойливые мухи»; так же безнадёжны, по его словам, были попытки остановить её в атаке. По собственным словам, Семёнова никогда не забивала мяч в кольцо сверху — «не хватало высоты прыжка». Однако и без этого её доминирование на площадке было настолько явным, что высказывались мнения, что в её присутствии игра теряет красоту. Болельщики французского клуба «Клермон ЮК», часто боровшегося с ТТТ за обладание Кубком европейских чемпионок, публично заявляли, что игра становится красивой только в те минуты, когда не играет «высокая» из рижского клуба. Пристрастными в эти годы были и отзывы во французской прессе, где Семёнову сравнивали с рельсовым подъёмным краном. Советский тренер Давид Берлин даже утверждал, что она мешает получению женским баскетболом статуса олимпийского вида спорта: 
Пока у русских есть Семёнова, интереса к женскому баскетболу нет — исход турнира предрешен; уберите Семёнову, и вопрос с Олимпиадой будет решён.
В этих условиях судейство в отношении Семёновой было иным, чем для других игроков: арбитры позволяли её соперницам опекать высокорослую баскетболистку жёстче обычного. Тем не менее мало кому из соперников в лучшие годы рижской центровой удавалось успешно справиться с её нейтрализацией. Этому способствовало и то, что игра Семёновой не была шаблонной: она обладала богатым арсеналом приёмов и отличным пониманием игры, в том числе на командном уровне. Двукратная олимпийская чемпионка Татьяна Овечкина в интервью говорила, что у Семёновой «светлая голова и потрясающая техника», и особо отмечала, что, несмотря на габариты, та никогда не делала себе поблажек в физической подготовке и выполняла наравне с другими членами сборной полный объём нагрузок.

## Достижения
За годы баскетбольной карьеры Ульяна Семёнова одержала больше побед, чем любая другая баскетболистка в истории. Завоевала следующие командные титулы:
- Двукратная чемпионка Олимпийских игр (1976, 1980) в составе сборной СССР
- Трёхкратная чемпионка мира (1971, 1975, 1983) в составе сборной СССР
- Десятикратная чемпионка Европы (10 турниров подряд с 1968 по 1985) в составе сборной СССР
- Серебряный призёр Игр доброй воли (1986) в составе сборной СССР
- Трёхкратная чемпионка Европы среди девушек (1967, 1969, 1971) в составе юношеской сборной СССР
- Чемпионка Универсиады (1973) в составе студенческой сборной СССР
- 15-кратная чемпионка СССР (1968—1973, 1975—1977, 1979—1984) с клубом TTT
- Серебряный призёр чемпионатов СССР (1974, 1978) с клубом TTT
- Серебряный призёр чемпионата Испании (1988) с клубом «Тинторетто» (Хетафе)
- Обладательница Кубка СССР (1969) с клубом TTT
- 11-кратная обладательница Кубка европейских чемпионок (1968—1975, 1977, 1981, 1982) с клубом TTT
- Обладательница Европейского кубка Лилиан Ронкетти (1987) с клубом ТТТ
- Четырёхкратная победительница Спартакиад народов СССР (1971, 1975, 1979, 1983)

По результатам опросов газеты Sports Семёнову 12 раз (в 1970—1977, 1980, 1982—1984 годах) признавали самой популярной спортсменкой в Латвии. В 1998 году она была признана лучшей баскетболисткой Латвии XX века, а Российская федерация баскетбола признала её лучшей центровой XX века.
В 1993 году первой из советских баскетболисток включена в списки Зала славы баскетбола в Спрингфилде (Массачусетс, США), в 1999 — в списки Зала славы женского баскетбола, открывшегося в штате Теннесси, в 2007 — в списки Зала славы ФИБА в Испании. В 1994 году удостоена диплома Международного комитета Fair Play.
Награждена орденами Ленина (1985), Трудового Красного Знамени (1980), Дружбы народов, латвийским орденом Трёх звёзд IV степени (1995), орденом Дружбы (Россия, 2006). В 2007 году получила премию за заслуги перед спортом (Латвия).
В 2015 году на латвийском телевидении вышел в эфир документальный фильм журналиста Армандса Трипанса «Легенда. Ульяна Семёнова». В мае 2024 года стало известно о съёмках режиссёром Виестурсом Кайришем художественного биографического фильма «Уля», в котором роль Семёновой играет актёр Карлис Арнольдс Авотс.

## Статистика выступлений за сборную СССР
| ЧЕ 1968                                                                                 | 8  |      |       |      |       |      |  |  | 11/18 | 61.1  |     |     |      |     |     |     |     | 2.4 | 101 | 12.6 |
| ЧЕ 1970                                                                                 | 7  |      |       |      |       |      |  |  | 10/10 | 100.0 |     |     |      |     |     |     |     | 1.3 | 86  | 12.3 |
| ЧМ 1971                                                                                 | 8  |      |       |      |       |      |  |  | 28/46 | 60.9  |     |     |      |     |     |     |     | 1.9 | 168 | 21.0 |
| ЧЕ 1972                                                                                 | 8  |      |       |      |       |      |  |  | 5/8   | 62.5  |     |     |      |     |     |     |     | 1.9 | 131 | 16.4 |
| ЧЕ 1974                                                                                 | 7  |      |       |      |       |      |  |  | 10/24 | 41.7  |     |     |      |     |     |     |     | 1.7 | 146 | 20.9 |
| ЧМ 1975                                                                                 | 7  |      |       |      |       |      |  |  | 9/14  | 64.3  |     |     |      |     |     |     |     | 2.7 | 125 | 17.9 |
| ЧЕ 1976                                                                                 | 7  |      |       |      |       |      |  |  | 6/8   | 75.0  |     |     |      |     |     |     |     | 0.7 | 96  | 13.7 |
| ОИ 1976                                                                                 | 5  | 19.4 | 46/65 | 70.8 | 46/65 | 70.8 |  |  | 5/12  | 41.7  | 4.8 | 7.6 | 12.4 | 1.4 | 1.6 | 0.0 | 0.0 | 2.7 | 97  | 19.4 |
| ЧЕ 1978                                                                                 | 8  |      |       |      |       |      |  |  | 15/17 | 88.2  |     |     |      |     |     |     |     | 1.5 | 103 | 12.9 |
| ОИ 1980                                                                                 | 6  | 13.2 | 35/52 | 67.3 | 35/52 | 67.3 |  |  | 17/22 | 77.3  | 3.5 | 5.5 | 9.0  | 0.7 | 1.5 | 1.8 | 0.0 | 2.0 | 131 | 21.8 |
| ЧЕ 1980                                                                                 | 5  |      |       |      |       |      |  |  | 7/8   | 87.5  |     |     |      |     |     |     |     | 0.4 | 85  | 17.0 |
| ЧЕ 1981                                                                                 | 7  |      |       |      |       |      |  |  | 10/18 | 55.6  |     |     |      |     |     |     |     | 1.6 | 110 | 15.7 |
| ЧМ 1983                                                                                 | 10 |      |       |      |       |      |  |  | 22/31 | 71.0  |     |     |      |     |     |     |     | 2.0 | 164 | 16.4 |
| ЧЕ 1983                                                                                 | 6  |      |       |      |       |      |  |  | 10/14 | 71.4  |     |     |      |     |     |     |     | 1.8 | 106 | 17.7 |
| ЧЕ 1985                                                                                 | 5  |      |       |      |       |      |  |  | 4/7   | 57.1  |     |     |      |     |     |     |     | 1.9 | 50  | 10.0 |
| Наведите курсор мыши на аббревиатуры в заголовке таблицы, чтобы прочесть их расшифровку |    |      |       |      |       |      |  |  |       |       |     |     |      |     |     |     |     |     |     |      |